# Россиньоль, Ипполит
Жозев Ипполит Россиньоль (1837 — 1919) — один из виднейших ветеринаров, издатель самого распространенного ветеринарного журнала во Франции.

## Россиньоль и Пастер
Спорил с Пастером насчёт действия вакцины против сибирской язвы. Предложил Пастеру устроить публичный опыт, в котором, если Пастер оказался бы прав то все — врачи и фермеры — бы только выиграли, в противном случае Пастер был должен навсегда прекратил болтовню о своих великих открытиях. Опыт был назначен на 5 мая 1881 года.
С этого эксперимента началась эра вакцинации.